# Distretto di Győr
Il distretto di Győr (in ungherese Győri járás) è un distretto dell'Ungheria, situato nella provincia di Győr-Moson-Sopron.